# Uniroyal
United States Rubber Company (Uniroyal) je americký výrobce pneumatik a dalších produktů souvisejících se syntetickým kaučukem, jakož i různých předmětů pro vojenské účely jako jsou munice, výbušniny a činnosti související s údržbou (O&MA) ve státem vlastněných zařízeních. Byla založena v Naugatucku v Connecticutu roku 1892. 

## Evropa
Příběh tohoto výrobce pneumatik začal už v roce 1868 v belgickém městě Lutych. Drobný podnikatel Oscar Englebert založil firmu na výrobu produktů z gumy, pojmenovanou Englebert. Guma by byl v té době poměrně inovativní materiál, který ho fascinoval svojí odolností a všestranností. K pneumatikám vedla v té době ještě dlouhá cesta. V té době vyráběl rukavice, zástěry, kabáty do deště apod. Následně začal experimentovat s pneumatikami pro jízdní kola a povozy tažené koňmi. Zejména pneumatiky pro jízdní kola měly ohromný úspěch, takže s rozvíjejícím se automobilovým průmyslem se přirozeně pustil i do výroby pneumatik pro automobily. Stal se jedním z prvních evropských výrobců pneumatik pro automobily. Obrovský úspěch zažívaly pneumatiky Englebert i na závodním poli. Např. v závodě 24 hodin Le Mans se jim podařilo, že pneumatiky Englebert vydržely celý závod, ačkoliv pneumatiky jiných výrobců bylo nutné v průběhu závodu měnit.
Již před první světovou válkou Englebert experimentoval s vlastnostmi pneumatiky na vodě. Již tehdy vozidla zápasila při dešti s rizikem smyku a Englebert vyvinul speciální klikatý dezén, který zajišťoval odvod vody, čímž výrazně zvyšoval bezpečnost jízdy při dešti.
Po 2. světové válce se firma Englebert spojila s americkým výrobcem US Rubber Company a začaly společně vystupovat pod značkou Uniroyal-Englebert. V následujících deseti letech se přejmenovali na Uniroyal. Následně byla začleněna pod koncern Continental.

## USA
United States Rubber Company (Uniroyal) jako americký výrobce pneumatik, má poněkud jinou historii. Původní americká firma Uniroyal byla založena v roce 1892 ve městě Naugatuck, ve státě Connecticut, USA. Kromě pneumatik vyrábí i řadu dalších produktů ze syntetické gumy, stejně jako výrobky pro vojenské využití, jako např. náboje, výbušniny, apod. Je tedy významným dodavatelem pro státy po celém světě.
V roce 1990 byl Uniroyal začleněn pod francouzský koncern Michelin. Aktuálně (rok 2021) na území USA zaměstnání Uniroyal okolo 1.000 zaměstnanců.
Zajímavostí tedy je, že americký Uniroyal patří značce Michelin, zatímco ve zbytku světa vlastní značku Uniroyal koncern Continental.

## Ocenění
Uniroyal získal za své výrobky řadu ocenění. K nejvýznamnějším patří určitě cena designu Red Dot Design Award, kterou v roce 2014 získal produkt Uniroyal RainSport 3.

## Nejvýznamnější produkty
Uniroyal si dlouhodobě buduje své jméno jako odborník na pneumatiky vhodně do deště. Má takto pojmenovanou i nejúspěšnější řadu svých letních pneumatik Uniroyal RainExpert, která dosahuje dobrých hodnocení v testech nezávislých zkušeben ADAC, Autobild apod. i v recenzích běžných zákazníků.

## Technologie
Uniroyal nezahálí ani v technologickém pokroku, stále spojeném zejména s vlastnostmi pneumatik na mokru. Mezi její nejnovější technologie, kterou použil Uniroyal u produktu RainSport 5, patří Shark Skin, inspirovaná žraločí kůží. Mikroskopické šupiny vytvářejí na pneumatice drsný povrch, který dobře drží na vodě a přitom nezvyšuje odpor či hlučnost pneumatiky .